# Papamosques de Rück
El papamosques de Rück (Cyornis ruckii) és una espècie d'ocell de la família dels muscicàpids (Muscicapidae). És endèmic del nor-est de l'illa de Sumatra, a Indonèsia. L'espècie està catalogada En perill crític d'extinció per la Unió Internacional per a la Conservació de la Natura, ja que no s'ha registrat cap espècimen des de 1918. Està protegit per la llei indonèsia des de 1972. També podria haver estat afectat pel tsunami de l'oceà Índic de 2004.
El nom específic de Rück fa referència a M. Rück (fl. 1880), viatger i col·leccionista francès a Malàisia.